# تارين تيريل
تارين نيكول تيريل (بالإنجليزية: Taryn Nicole Terrell)‏ هي عارضة أمريكية ومُصارعة محترفة وتعمل حالياً في اتحاد المصارعة العالمية الترفيهية (دبليو دبليو إي) في عرض سماكداون تحت اسم الحلبة تيفاني
وتدرب تارين في اتحاد الـWWE التدريبي «بطولة فلوريدا للمصارعة» (FCW).

## سماك داون (2010)
في 5 مارس 2010 عرض السماك داون، تيفاني ضهرت لأول مرة في العرض مشهد خلف الكواليس تتلقى الترحيب من ري ميستيريو.في 12 مارس 2010 عرض السماك داون تيفاني ضهرت لأولة مرة في الحلبة ووفازت في المباراة ضد بطلة النساء ميشيل مكول بالـDQ بعد تدخل فيكي جريرو، بعد المباراة مكول وفيكي وليلى هاجموا تيفاني حتى جاءت بيث فينكس وساعدتها.وفي الأسبوع التالي تيفاني وبيث هزموا ليلى ومكول في مباراة تاج تيم.

## في المصارعة
- الحركة القاضية
  - دايفينج كروسبدي[2]
- حركات التوقيع
  - فرونت دروب كيك
  - إنفينتد أوتوميك دروب
  - نورثرين لايت سوبلاكس[2]
- مصارعون ادارتهم
  - نك نميث
  - براد ألين
- أغاني الدخول
  - "A Girl Like That" من غناء إيلافينث هاور[3]
  - "Insatiable" من غناء بتسي غرايم وتأليف جيم جونستون[4]

## روابط خارجية
- تارين تيريل على موقع IMDb (الإنجليزية)
- تارين تيريل على موقع ألو سيني (الفرنسية)
- تارين تيريل على موقع أول موفي (الإنجليزية)
- تارين تيريل على موقع قاعدة بيانات الفيلم (الإنجليزية)
- تارين تيريل على موقع كينوبويسك (الروسية)
- تارين تيريل على موقع دبليو دبليو إي (الإنجليزية)
- تارين تيريل على موقع WrestlingData.com (الإنجليزية)
- تارين تيريل على موقع CageMatch worker (الإنجليزية)
- تارين تيريل على موقع قاعدة بيانات المصارعة على الإنترنت (الإنجليزية)
- تارين تيريل على موقع عالم المصارعة على الإنترنت (الإنجليزية)
- تارين تيريل على موقع عالم المصارعة على الإنترنت (الإنجليزية)